# Iglesia de Nuestra Señora de la Asunción (Pisón de Castrejón)
La iglesia de Nuestra Señora de la Asunción es una iglesia románica situada en las proximidades de la localidad de Pisón de Castrejón (provincia de Palencia, Castilla y León, España). Es bien de interés cultural con la categoría de monumento desde el 11 de febrero de 1993.

## Descripción

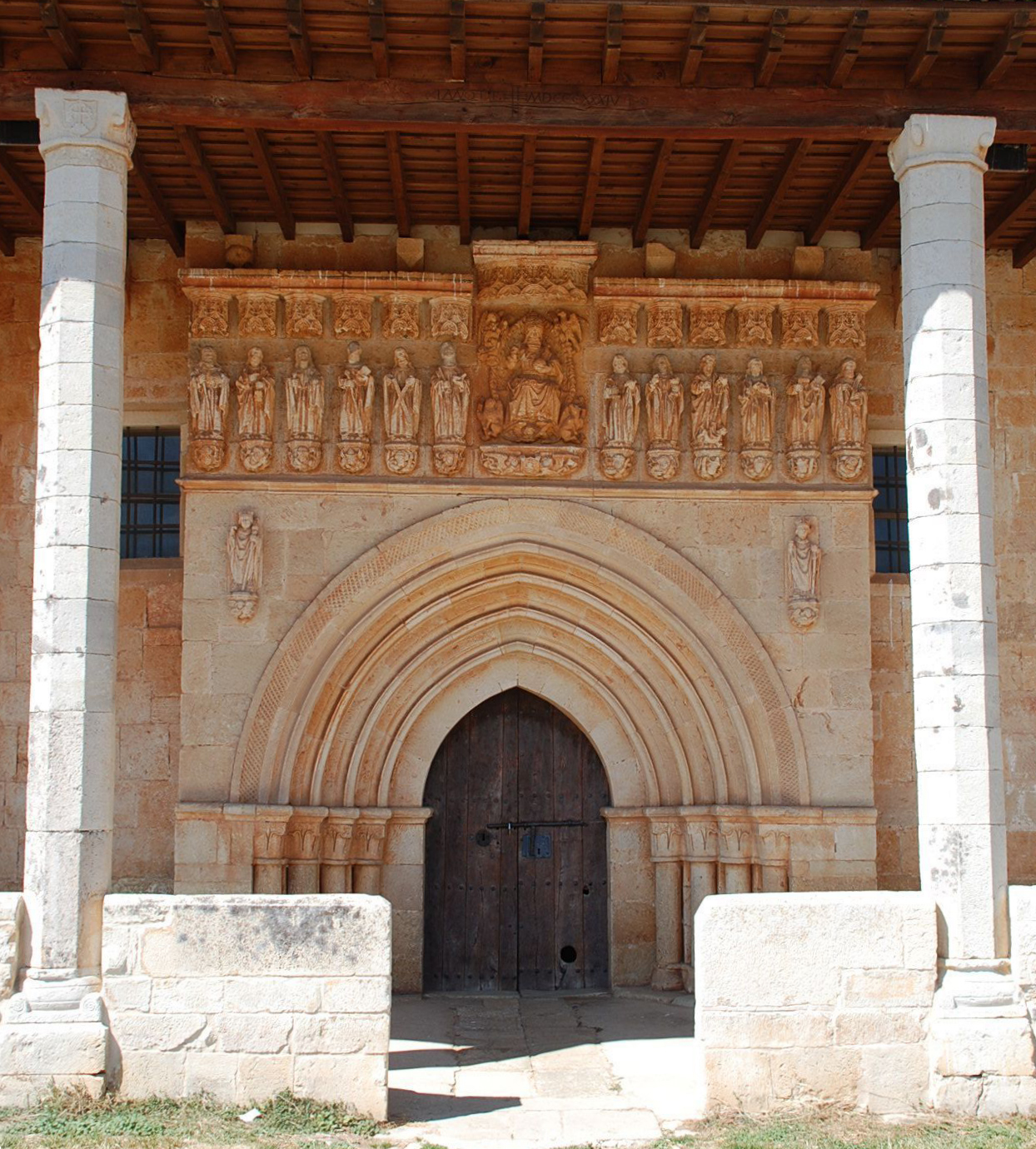
Detalle de la portada

Construida en piedra de sillería, es una obra románica de pórtico y la sacristía.
En el lateral Norte se sitúa el baptisterio al que se accede a través de un arco conopial. La sacristia se abre en el lateral meridional del presbiterio, de planta cuadrada cubierta con bóveda de crucería, dividida en ocho partes con claves decoradas con escudos y la central labrada, reforzada con contrafuertes en las esquinas, y pequeña ventana de arco apuntado, con dos arquivoltas con baquetón liso la exterior, apoyándose sobre ábaco labrado con cenefa geométrica y motivos vegetales la interior, descansando sobre la columnilla rematada por un pequeño capitel. En el interior, relieve gótico labrado en piedra que representa la misa de San Gregorio.
Exteriormente, la puerta de acceso, protegida por pórtico sobre dos columnas ochavadas, rematadas en capiteles labrados. La portada sobresale de la línea general del muro, está formada por cuatro columnas que soportan otras tantas arquivoltas apuntadas de nido de abeja y medias cañas, por encima de las cuales discurre una imposta de moldura de panal de abejas, sobre la que van colocados los doce apóstoles con el pantocrátor en el centro.
El ábside al exterior, se corona y decora con variados canecillos, con imposta labrada que sirve de ábaco a las arquivoltas labradas de la ventana. Los aleros de la pared Norte y de la capilla Sur llevan canecillos con decoraciones vegetales y animales. A los pies, sobre el muro hastial, se levanta la espadaña de tres cuerpos, el segundo con doble arcada para campanas, con el típico remate barroco de bolas a los lados. 